# 황도연 (법조인)
황도연(黃道淵, 1934년 ~ )은 대한민국의 헌법재판관을 지낸 법조인이다.

## 생애
1934년에 경상남도 밀양시의 장수 황씨 집안에서 태어났다. 부산상업고등학교와 서울대학교 법과대학을 졸업하고 제10회 고등고시에 합격하였다. 판사에 임용되어 부산지방법원 통영지원, 대구고등법원 판사를 거쳐 서울고등법원에서 부장판사를 했다. 제주지방법원 춘천지방법원 대전지방법원 광주고등법원에서 법원장을 지내다가 사법연수원장에 재직 중이던 1991년 8월 17일 정년 퇴임한 이성열 후임으로 김덕주 대법원장에 의해 지명되어 1991년 8월 24일에 노태우 대통령에 의해 비상임 헌법재판관에 임명되었다가 1991년 헌법재판소법 개정으로 상임 헌법재판관이 되었다. 헌법재판관을 임기를 마치고 법무법인 신촌에서 변호사를 했다.
군사기밀보호법상 탐지 수집, 누설 등에 대한 위헌심판 제청 사건에서 주심 재판관을 맡아 한병채 최광률과 함께 "국가기밀 보호와 기본권 보장이라는 상충되는 두 가지 이념을 적절하게 조화 시키고 있다"며 단순 합헌의 소수의견을 제시했다.

## 주요 판결
서울형사지방법원 항소3부 재판장으로 재직하던 1980년 2월 16일에 국내 재산도피 방지법 위반과 업무상 배임으로 기소돼 1심에서 징역1년 집행유예3년을 선고받은 서울 하얏트호텔 대표에게 벌금 70만원을 선고했다. 3월 14일에는 선하증권을 위조하고 부도수표를 남발한 혐의로 구속된 원 기업 대표에 대한 항소심에서 무역거래법 위반 및 부정수표단속법 위반죄를 적용해 징역3년을 선고하면서 무역부장과 부사장에 대해서는 각각 징역2년6월과 징역2년 집행유예4년, 회사 법인은 벌금 12억원을 선고했다.
서울고등법원 형사3부 재판장으로 재직하던 1980년 10월 23일에 1973년 치러진  제9대 국회의원 선거때 사전선거운동자 수사 방침을 보도한
동아일보 방송뉴스부 고준환 기자에 대한 재항소심에서 "취재원으로부터 정보를 입수해 특정인을 밝히지 않고 보도했기에 특정인에게 피해를 주기 위해 고의적으로 보도했다고 인정할 수 없어 명예훼손죄로 처벌할 수 없다"며 무죄를 선고했다. 1981년 4월 16일에 김대중 공보비서인 이협에 대해 계엄 포고령 위반 사건으로 징역1년6월을 선고했다.